# Hildernisse

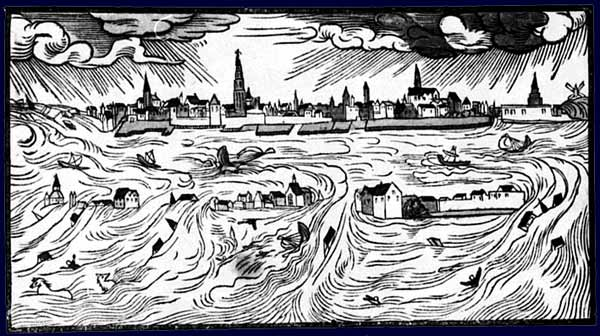
Allerheiligenvloed

Hildernisse was een dorpje dat gelegen was in het huidige Verdronken land van het Markiezaat van Bergen op Zoom.

## Toponymie
De naam Hildernisse is samengesteld uit hil (hoger gelegen land in een lager gebied) en nisse (Middelnederlands: landtong, vergelijk Noors "nes": landtong, schiereiland).

## Geschiedenis
De eerste vermelding van de naam Hildernisse stamt uit 1095, in een document van de Bisschop van Luik, waarin sprake was van een allodium de Hildenesen. Daarna komt de naam van de plaats regelmatig voor in documenten. In 1296 werd een parochie gesticht die gewijd was aan Sint-Gertrudis. Ook kreeg Hildernisse de status van ambacht, een benaming die in het Hertogdom Brabant ongebruikelijk was, alhoewel Hildernisse daartoe behoorde.
De loop van de Schelde lag oorspronkelijk ruim 2 km naar het westen en vormde de grens met het Graafschap Zeeland. Hier lag de Wilde Moer. Daar werd turf gewonnen en moernering bedreven.
Door de Sint-Felixvloed van 1530 werd de Wilde Moer door het water verzwolgen, en de Allerheiligenvloed van 1570 verwoestte ook het dorp. Men trachtte nog wel om door dijkverzwaring het dorp te behouden, maar uiteindelijk moest men het opgeven. Aldus ontstonden de Slikken van Hildernisse.

## Klooster
In 1445 was er sprake van begijnen. Vermoedelijk hebben dezen de regel van Augustinus aangenomen. Aldus ontstond het Klooster Emmaüs. De nonnen werden begunstigd door de Heren van Bergen op Zoom, waaronder Jan II van Glymes, die in het klooster een eigen vertrek had. In 1523 kregen zij een hoeve in Oud-Vossemeer toegewezen om in hun levensonderhoud te voorzien.
In 1552 moesten de zusters uitwijken, vanwege het overstromingsgevaar. Ze trokken in in het Sint-Margrietenklooster te Bergen op Zoom, waar ze verbleven totdat de Reformatie in 1580 bezit nam van de stad.

## Boerderij
De naam Hildernisse werd ook overgedragen op een boerderij, die buitendijks gelegen was op een hoogte aan de voet van de Brabantse Wal. Ze was omgeven door een vloedwal die de boerderij tegen springvloed moest beschermen. De huidige langgevelboerderij dateert van midden 18e eeuw en was de laatste vloedboerderij van Nederland. In 1983 kwam de Markiezaatskade gereed, waarmee het Markiezaatsmeer ontstond en het getij verdween.

## Externe bron
- Hildernisse
- Emmaüs-klooster